# 義理
義理（日语：／）是日本文化中对于維持社交中相互關係的既定手段以及人際和社會關係中應遵守之風俗習慣的稱呼，一般可以被譯作“義務”、“责务”等。義理可以被定義為「以自我犧牲的奉獻精神為上級服務」，是涉及忠誠、感恩和道德債的一种複雜的日本價值。義理與人情之間的衝突，歷來都是日本戲劇的主要主題。